# Vulcan Raven
Vulcan Raven è un personaggio del videogioco Metal Gear Solid.
È doppiato da Giancarlo Ciccone nell'edizione italiana.

## Storia
Nonostante i suoi genitori abbiano origini alasko-indiane e eschimesi, Vulcan odia la parola "eschimese" quando viene pronunciata dagli uomini bianchi. Ha un grande tatuaggio in fronte, simile ad una voglia, che raffigura un corvo ed è alto 210 cm. Viene considerato dalla sua gente uno sciamano poiché sia gli eschimesi che gli Inuit venerano il corvo come il creatore.
Dopo la laurea conseguita nell'università dell'Alaska, ha trascorso pochi anni nella sua patria. Ha preso parte alle Olimpiadi Eschimo-Indiane e ha partecipato, vincendo, alla gara di "Tiro dell'orecchio", una gara in cui due avversari si affrontano tirandosi le orecchie a vicenda nel freddo pungente, per testare sia la forza spirituale che quella fisica. È stato anche in grado, durante un inverno particolarmente freddo, di attraversare a piedi il Mare di Bering, per raggiungere la Russia.
Quando Vulcan entra a far parte della Spetsnaz, incontra Revolver Ocelot e Sergei Gurlukovich. Dopo la caduta dell'Unione Sovietica viene retrocesso di grado, per un fallito tentativo di rivolta. Per questo motivo decide di abbandonare la Russia e diventa un mercenario.
Alcuni anni dopo viene reclutato ad Outer Heaven, grazie alla raccomandazione di Revolver Ocelot. In quella occasione, tuttavia, Raven e Snake non s'incontrano. Dopo la distruzione di Outer Heaven, Raven torna ad essere un mercenario.
Viene successivamente reclutato, di nuovo, da Revolver Ocelot ed entra nella FOXHOUND. Da quel momento decide di usare, come sua arma personale, un cannone M61 Vulcan (una mitragliatrice di solito montata negli aerei F-16) e si carica sulle spalle un enorme tamburo di munizioni.
Insieme agli altri membri della FOXHOUND (Liquid Snake, Revolver Ocelot, Psycho Mantis, Sniper Wolf e Decoy Octopus), stanchi di essere considerati fantocci del governo, prende il controllo dell'isola di Shadow Moses, una struttura di stoccaggio delle armi nucleari.

## Apparizioni
Nel corso di Metal Gear Solid, Solid Snake incontra Vulcan Raven due volte. Nel primo scontro Raven guida un carro armato M1 Abrams, nel secondo Raven si trova dentro un magazzino frigorifero, armato di M61 Vulcan. In quest'ultimo scontro, Snake sconfigge Raven.
Negli ultimi istanti di vita, Raven rivela a Snake che il direttore della DARPA, che Snake ha incontrato all'inizio della sua missione, era Decoy Octopus travestito. Tuttavia non gli spiega perché, come sia morto o perché si sia travestito, ma rivolge a Snake un monito:
Pronunciate queste ultime parole, viene divorato vivo dai corvi in pochi attimi.
In Metal Gear Solid 2: Sons of Liberty è presente una action figure raffigurante Vulcan Raven.
Vulcan Raven compare inoltre in Metal Gear Solid: The Twin Snakes per Nintendo GameCube (remake della versione PlayStation) e in Metal Gear Solid: Digital Graphic Novel per PlayStation Portable (che ripropone la storia di Metal Gear Solid, con alcune variazioni, nella forma di un fumetto interattivo).